# Мюнхгаузен, Отто фон
Барон Отто фон Мюнхга́узен (нем. Otto von Münchhausen, 11 июня 1716 — 13 июля 1774) — немецкий ботаник, натуралист (естествоиспытатель), писатель, ректор Гёттингенского университета.

## Биография
Отто фон Мюнхгаузен родился в городе Хамельн 11 июня 1716 года.
Он получил прекрасную подготовку и учился в Гёттингенском университете для высшей государственной службы.
Мюнхгаузен, однако, не ограничился лишь необходимостью профессионального обучения, а обращался с успехом и к специальным естественнонаучным и математическим областям знания.
Отто фон Мюнхгаузен вёл переписку с выдающимся шведским учёным Карлом Линнеем. Его переписка с Карлом Линнеем продолжалась с 18 апреля 1751 года до 24 июля 1773 года.
В 1764—1773 годах Мюнхгаузен опубликовал шеститомное произведение Der Hausvater, которое стало сокровищницей солидных знаний и житейской мудрости.
Отто фон Мюнхгаузен умер в городе Мехерних 13 июля 1774 года.

## Научная деятельность
Отто фон Мюнхгаузен специализировался на семенных растениях.

## Публикации
- Der Hausvater. 1764—1773[5].

## Почести
Род растений Munchausia L. был назван в его честь. Это название используется как синоним рода Lagerstroemia L..